# Wareham (Massachusetts)
Wareham es un pueblo ubicado en el condado de Plymouth en el estado estadounidense de Massachusetts. En el Censo de 2010 tenía una población de 21.822 habitantes y una densidad poblacional de 182,02 personas por km².

## Geografía
Wareham se encuentra ubicado en las coordenadas 41°45′38″N 70°42′3″O / 41.76056, -70.70083. Según la Oficina del Censo de los Estados Unidos, Wareham tiene una superficie total de 119.89 km², de la cual 92.88 km² corresponden a tierra firme y (22.53%) 27.01 km² es agua.

## Demografía
Según el censo de 2010, había 21.822 personas residiendo en Wareham. La densidad de población era de 182,02 hab./km². De los 21.822 habitantes, Wareham estaba compuesto por el 86.49% blancos, el 3.52% eran afroamericanos, el 0.65% eran amerindios, el 0.69% eran asiáticos, el 0.02% eran isleños del Pacífico, el 4.35% eran de otras razas y el 4.28% pertenecían a dos o más razas. Del total de la población el 2.3% eran hispanos o latinos de cualquier raza.